# Bad Girl
Bad Girl és una pel·lícula estatunidenca dirigida per Frank Borzage, estrenada el 1931.

## Argument
Dorothy Haley és una noia jove, atractiva, independent, amb iniciativa. Viu amb el germà: un home sever, que ha pres cura d'ella, però que té encara una idea 'patriarcal' de la família i de les relacions entre home i dona. Onsevulla vagi, els homes la noten i cerquen de xerrar amb ella o de convidar-la; i ella es tanca i està sempre a la defensiva.
Una tarda, a Coney Island, la seva amiga Edna li proposa una aposta: allí hi ha un noi que està pensatiu; no estarà també ell obsessionat amb la idea de flirtejar! Dorotyhy, convençuda com està del contrari, s'acosta a la 'víctima'; però aquest no només no s'hi acosta, sinó que es mostra també brusc amb ella i la tracta amb sarcasme. 'Dot' queda impactada per aquesta manera de fer i per primera vegada es deixa apassionar. I així, s'excusa amb l'amiga, passa la tarda amb el noi, parlant una mica de tot. Al final, ell li revela el seu vertader nom, Eddie, i la bessa ràpidament.

## Repartiment
- Sally Eilers: Dorothy Haley
- James Dunn: Eddie Collins
- Minna Gombell: Edna Driggs
- Frank Darien: Lathrop
- Paul Fix: Pare ansiós
- Sarah Padden: Mrs. Gardner
- William Pawley: Jim Haley

## Premis
- Oscar al millor director
- Oscar al millor guió adaptat